# Entomobrya marginata
Entomobrya marginata är en urinsektsart som beskrevs av Tycho Fredrik Hugo Tullberg 1981. Entomobrya marginata ingår i släktet Entomobrya och familjen brokhoppstjärtar. Arten är reproducerande i Sverige. Inga underarter finns listade i Catalogue of Life.